# 孔侃
孔侃（？—？），会稽山阴人，孔子二十五代孙，孔冲之子，官至大司农，与曾祖孔潛、祖父孔竺、伯父孔恬都闻名于江左。有子孔坦、孔滔。 